# Muntinlupa
Muntinlupa è una città altamente urbanizzata (HUC) delle Filippine, ubicata nella Regione Capitale Nazionale.
Muntinlupa è formata da 9 baranggay:
- Alabang
- Bayanan
- Buli
- Cupang
- New Alabang Village
- Poblacion
- Putatan
- Sucat
- Tunasan